# 1867 no Brasil
Esta é uma cronologia dos fatos ocorridos no ano de 1867 no Brasil (1822-1889).

## Incumbentes
- Imperador – D. Pedro II (1831–1889)
- Presidente do Conselho de Ministros – Zacarias de Góis e Vasconcelos (1866–1868)

## Eventos
- 16 de fevereiro: A São Paulo Railway é aberta ao tráfego.
- 27 de março: Assinado entre Brasil e Bolívia o Tratado de Ayacucho.
- 24 de setembro: Acontece a Batalha de Estero Rojas durante a Guerra do Paraguai.[1]

## Nascimentos
- 5 de janeiro: Arnaldo Vieira de Carvalho, medico brasileiro (m. 1920).
- 4 de setembro: Medeiros e Albuquerque, autor da letra do Hino da Proclamação da República(m. 1934).
- 2 de Outubro - Nilo Peçanha, presidente brasileiro (m. 1924).

## Mortes
- 3 de Novembro - Domitila de Castro, marquesa de Santos (n. 1797).